# 라파엘 우르다네타
라파엘 호세 우르다네타 이 파리아스(스페인어: Rafael José Urdaneta y Farías, 1788년 10월 24일 ~ 1845년 8월 23일)는 콜롬비아의 제5대 대통령이자 라틴 아메리카의 독립 영웅이었다.
1788년 10월 24일 베네수엘라의 마라카이보의 어느 스페인계 크리올 가문에서 태어났다. 독립 전쟁 이전에 그는 라틴어와 철학을 공부하였고, 스페인 왕실의 관리로서 일하기도 했다.
1810년 카라카스 참사 회의에 의해 독립 선언식이 진행된 이후, 카라카스에서 스페인과 싸우기 위해 군에 입대한다. 몇 년 후, 그는 자신의 용감한 행동을 인정받아 시몬 볼리바르의 동무가 되기도 했다.
그란콜롬비아의 국방부 장관과 의회 의원을 역임한 그는 1830년 9월 정부의 영향력을 통제하는 입장에 서기도 했으나, 시몬 볼리바르가 다시 돌아오기를 기원하기도 했다. 그러나 그가 이끌었던 정부는 프란시스코 데 파울라 산탄데르에 의해 붕괴되고 말았다.
그의 아내는 천주교도였고, 자신은 빛나는 사람이라는 호칭을 갖기도 했다.  1845년 8월 23일 프랑스의 수도 파리에서 신장 결석으로 세상을 떠났다.

## 역대 선거 결과
| 선거명      | 직책명                | 대수 | 정당   | 득표율 | 득표수 | 결과 | 당락 |
| ----------- | --------------------- | ---- | ------ | ------ | ------ | ---- | ---- |
| 1825년 선거 | 그란콜롬비아의 대통령 | 1대  | 무소속 | 0.16%  | 1표    | 5위  | 낙선 |
| 1825년 선거 | 그란콜롬비아의 부통령 | 5대  | 무소속 | 0.33%  | 2표    | 15위 | 낙선 |